# Jarvisinsel
Die Jarvisinsel (englisch Jarvis Island, [ˈdʒɑrvɨs]) ist eine geographisch zu den Line Islands und politisch zu den Außengebieten der Vereinigten Staaten gehörende kleine, unbewohnte Insel im südlichen Pazifik, etwa in der Mitte zwischen Hawaii und den Cookinseln. Es handelt sich dabei um ein sogenanntes „nicht inkorporiertes Territorium“ der Vereinigten Staaten, das zu statistischen Zwecken den United States Minor Outlying Islands zugeordnet wird.
Die sandige, vollständig von einem Korallenriff eingesäumte Insel hat eine Landfläche von etwa 5,2 km² und erreicht eine Höhe von bis zu 7 m über dem Meeresspiegel. Auf der Jarvisinsel herrscht tropisches Klima mit seltenem Regen, konstantem Wind und starker Sonneneinstrahlung. Die Insel hat keine natürlichen Süßwasserquellen.

## Geschichte

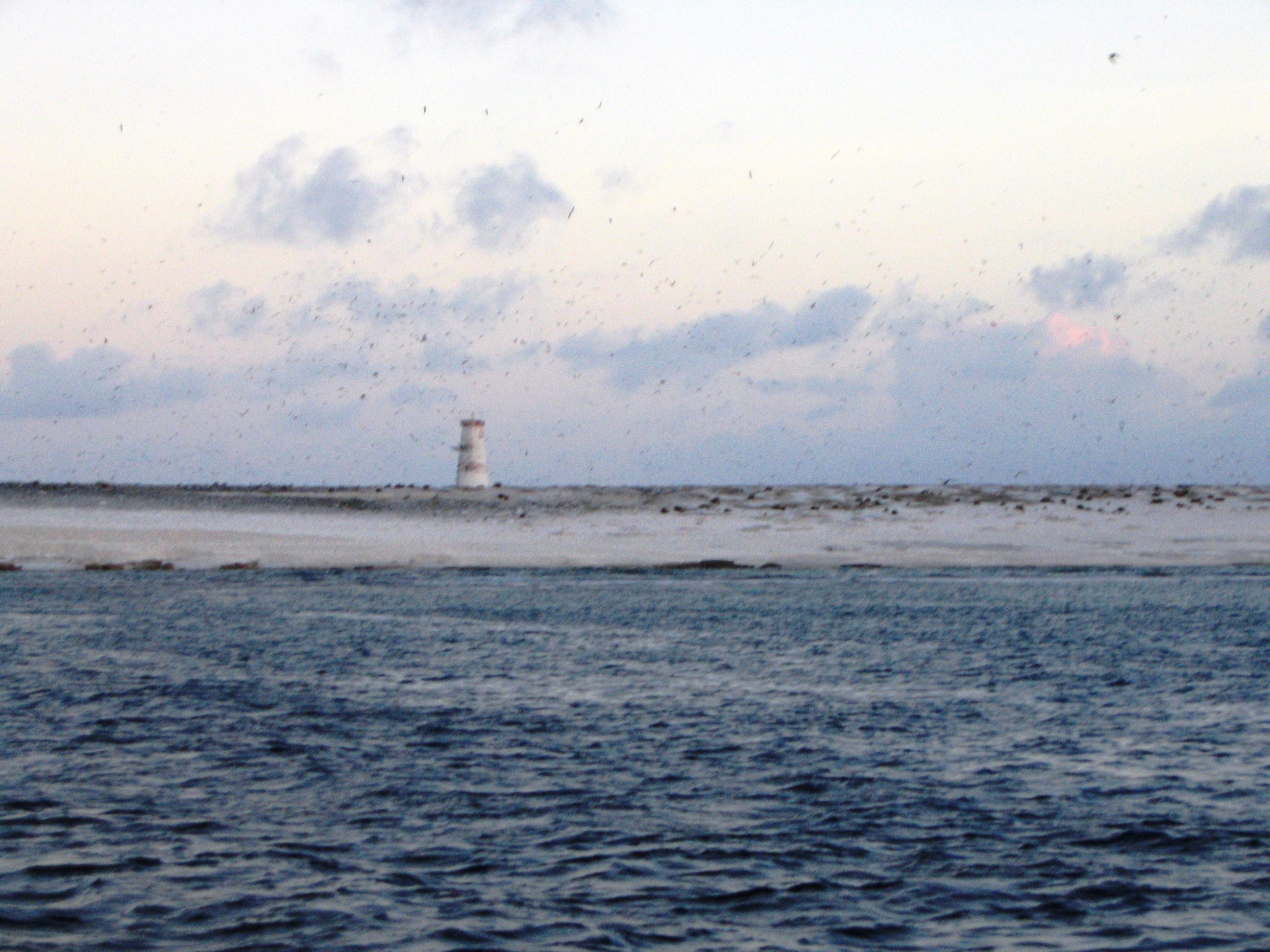
Küste von Jarvis

Die Jarvisinsel wurde am 21. August 1821 von der Besatzung des britischen Schiffs Eliza Francis entdeckt und erhielt ihren Namen von dessen Kapitän Brown. Im Februar 1857 wurde sie für die USA beansprucht und am 27. Februar 1858 unter Berufung auf den Guano Islands Act formell annektiert, jedoch bereits 1879 wieder verlassen, nachdem annähernd 300.000 Tonnen Guano abgebaut worden waren.
Am 3. Juni 1889 annektierte Großbritannien das Land, unternahm jedoch keine weiteren Schritte zur Nutzung oder Besiedlung. Die Guanovorkommen wurden bis zum Ende des 19. Jahrhunderts abgebaut.
1935 wurde die Insel von den USA als unbewohntes Territorium beansprucht und ab 26. März unter dem Baker, Howland and Jarvis Colonization Scheme besiedelt. Die Kolonisten gründeten die Siedlung Millersville im Westen der Insel, die im Februar 1942 aufgrund der Kriegsereignisse im Pazifik evakuiert wurde. Nach Kriegsende wurden keine weiteren Kolonisierungsversuche unternommen.
Im Jahr 1957, mit Beginn des Internationalen Geophysikalischen Jahres, wurde die Jarvisinsel von Wissenschaftlern für einige Zeit besiedelt und hatte bis 1958 sogar eine eigene lokale Verwaltung.
Vom 13. Mai 1936 bis zum 27. Juni 1974 oblag die Verwaltung der Insel dem US-Innenministerium. Seit dem 27. Juni 1974 wird die Jarvisinsel vom U.S. Fish & Wildlife Service als Jarvis Island National Wildlife Refuge verwaltet und bildet gemeinsam mit sechs weiteren amerikanischen Inseln im Pazifik seit dem 6. Januar 2009 das Pacific Remote Islands Marine National Monument. Das Betreten der heute unbewohnten Insel erfordert eine Sondergenehmigung und wird grundsätzlich nur zu wissenschaftlichen und Lehrzwecken genehmigt. Jarvis wird alle zwei bis drei Jahre von Personal des U.S. Fish & Wildlife Service aufgesucht.

## Flora und Fauna
Die Flora der Jarvisinsel ist durch Artenarmut gekennzeichnet, da nur hitze- und dürrebeständige Arten hier überleben können. Die Vegetation besteht aus Gräsern, krautigen Pflanzen und Sträuchern.
Nachdem von Menschen eingeschleppte Tierarten wie Hauskatzen, Ratten, Mäuse und Ziegen im Ökosystem der Jarvisinsel schwere Schäden angerichtet hatten, ging die Anzahl der Brutvögel stark zurück. Im Jahr 1966 wurden nur noch drei Brutvogelarten auf der Insel gezählt. Durch Maßnahmen, diese Neozoen auszurotten, konnte die ursprüngliche Fauna wieder verstärkt auf der Jarvisinsel Fuß fassen. Mittlerweile brüten 14 verschiedene Vogelarten auf der Insel. Einen besonders hohen Bestand weist die Rußseeschwalbe mit etwa einer Million Einzeltieren auf.
Das Korallenriff um die Insel ist die Heimat zahlreicher Fischarten. Der U.S. Fish & Wildlife Service geht von 252 auf der Jarvisinsel heimischen Arten aus. Die Bestandsdichte größerer Fischarten wird dabei nur von dem ebenfalls im Zentralpazifik befindlichen Atoll Palmyra übertroffen.
Das Riff rund um die Jarvisinsel blieb bis um das Jahr 2000 weitgehend unerforscht. Mittlerweile hat man 62 Korallenarten (darunter 59 Arten von Steinkorallen) und etwa 90 Molluskenarten feststellen können. Bei Tauchgängen konnte an der Westseite der Jarvisinsel in Tiefen von 200 bis 1000 Meter eine äußerst vielfältige Fauna mit zahlreichen Korallen entdeckt werden.